# Peperomia trichophylla
Peperomia trichophylla är en pepparväxtart som beskrevs av John Gilbert Baker. Peperomia trichophylla ingår i släktet peperomior, och familjen pepparväxter. Inga underarter finns listade i Catalogue of Life.